# Boscia albitrunca
Boscia albitrunca, llamada comúnmente árbol de los pastores o también árbol de la vida (por ofrecer sustento tanto a humanos como a animales en su árido hábitat), es una especie del género Boscia distribuida por las zonas más secas del África austral.

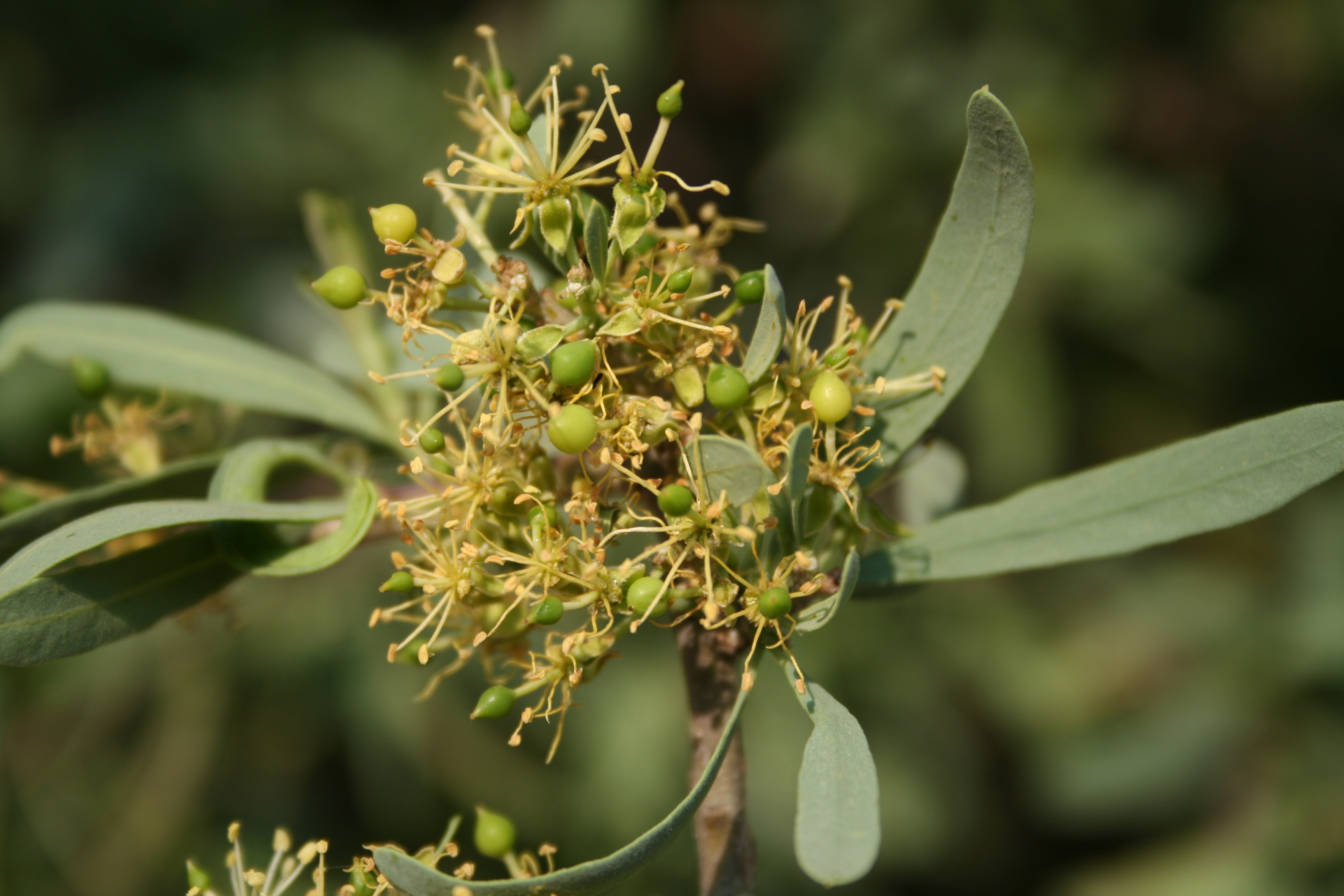
Flores

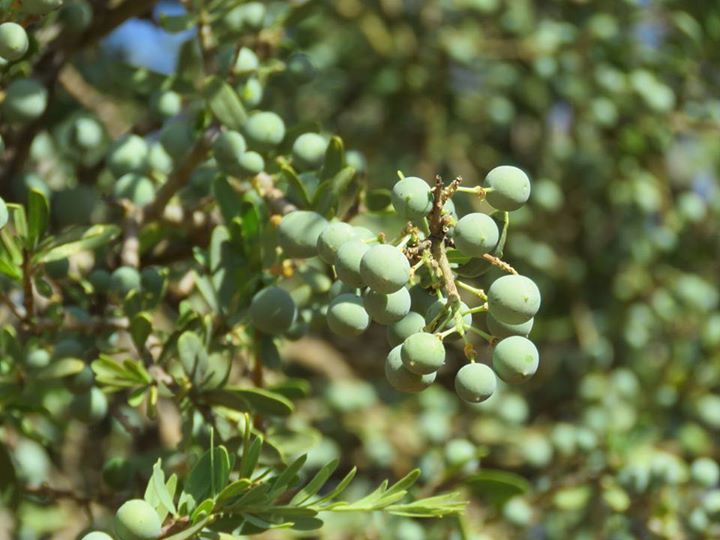
Frutos

## Descripción
Se trata de un árbol pequeño o de medio tamaño que alcanza 7 metros como máximo, con copa espesa y redondeada. El tronco es liso, de color blanco o blanco grisáceo. Las hojas, de un tono verde grisáceo, tienen textura coriácea; son oblongo-lanceoladas (20 a 50 mm de longitud y de 6 a 25 mm de anchura máxima), con ápice redondeado y peciolo muy corto. Las pequeñas flores sin pétalos son perfumadas y surgen formando densos racimos axilares. El fruto, globoso y liso, tiene 10 mm de diámetro, normalmente con una sola semilla.

## Distribución y hábitat
Se distribuye ampliamente por las regiones más secas del África austral, incluso en Zambia, Zimbabue y Mozambique, donde gracias a su extensa red radicular es capaz de acceder al agua del subsuelo. En un estudio publicado en 1996 se registró un ejemplar en Kalahari central con raíces que alcanzaban una profundidad de 68 metros.

## Usos
La madera se utiliza para hacer utensilios de cocina.

Las hojas son alimento habitual de la fauna local y el ganado.
Uso culinario
La raíz machacada  se usa como sustituto del café y para hacer porridge, así como una especie de cerveza.  
Los frutos se consumen en platos tradicionales y los capullos florales en encurtidos.
Uso medicinal
En medicina tradicional las raíces se utilizan para tratar las hemorroides y las hojas en infusión para tratar infecciones en los ojos del ganado.

## Interacciones bióticas
Boscia albitrunca se ha registrado como planta hospedera de las mariposas Belenois zochalia, Colotis agoye, Colotis antevippe, Belenois aurota, Colotis celimene, Belenois creona, Appias epaphia, Pinacopteryx eriphia, Colotis eris, Colotis euippe, Colotis evenina, Colotis regina, Colotis subfasciatus.

## Taxonomía
Boscia albitrunca fue descrita por (Burch.) Gilg-Ben. y publicada en Botanische Jahrbücher für Systematik, Pflanzengeschichte und Pflanzengeographie 53: 212. 1915.
Etimología
Boscia: nombre genérico que fue otorgado en honor del botánico Louis-Augustin Bosc d’Antic.
albitrunca: epíteto latíno que significa "tronco blanco".
Variedad aceptada
- Boscia albitrunca var. albitrunca

Sinonimia
- Capparis albitrunca Burch. basónimo
- Boscia pechuellii Kuntze
- Boscia transvaalensis Pestal.
- Capparis oleoides auct.
- Capparis punctata Burch.
- Boscia puberula Pax[7]